# Voo AB Aviation 1103
O Voo AB Aviation 1103 foi um voo operado de um Cessna 208D Grand Caravan do Aeroporto Internacional Príncipe Said Ibrahim para o Aeroporto de Moéli. A aeronave decolou do aeroporto de Moroni às 11h50min e desapareceu no mar, a cerca de 2,5 km 
do Aeroporto de Moéli.

## Aeronave
A aeronave envolvida no acidente era um Cessna 208D Grand Caravan prefixo 5H-MZA e seu primeiro voo foi em 2016. A aeronave estava equipada com 
um turboélice Pratt & Whitney Canada PT6A-140.

## Acidente
Durante a aproximação, a aeronave caiu no mar a 2,5 km do Aeroporto de Moéli. Todos os 14 ocupantes a bordo, entre passageiros e tripulantes, morreram.

## Passageiros
As nacionalidades dos ocupantes eram:
| Nacionalidade | Passageiros | Tripulantes | Total |
| ------------- | ----------- | ----------- | ----- |
| Comores       | 12          | -           | 12    |
| Tanzânia      | -           | 2           | 2     |
| Total         | 12          | 2           | 14    |